# Ворон (фільм, 2012)
«Ворон» (англ. The Raven) — американський трилер режисера Джеймса МакТіга, що вийшов у 2012 році.

## Сюжет
Розповідь про останні дні життя Едгара Аллана По. Знаменитий поет переслідує серійного вбивцю, чиї злочини дуже схожі на ті, що описані у його творах.

## Відгуки про фільм
Критики висловили свою точку зору на рахунок цієї кінокартини. Більшість відгуків були негативними. Рейтинг фільму склав всього 21 % (на основі 118 рецензій, з яких тільки 25 були позитивними). На думку Кима Ньюмана, фільм дуже поганий. «Сценарій — ніякий! Присутня шаблонність характерів! Цілком і повністю неправильно підібраний саундтрек. Повна відсутність правдивих історично фактів. Лише припущення. Цей фільм не заслуговує на позитивні відгуки.»